# 长乐路 (上海)

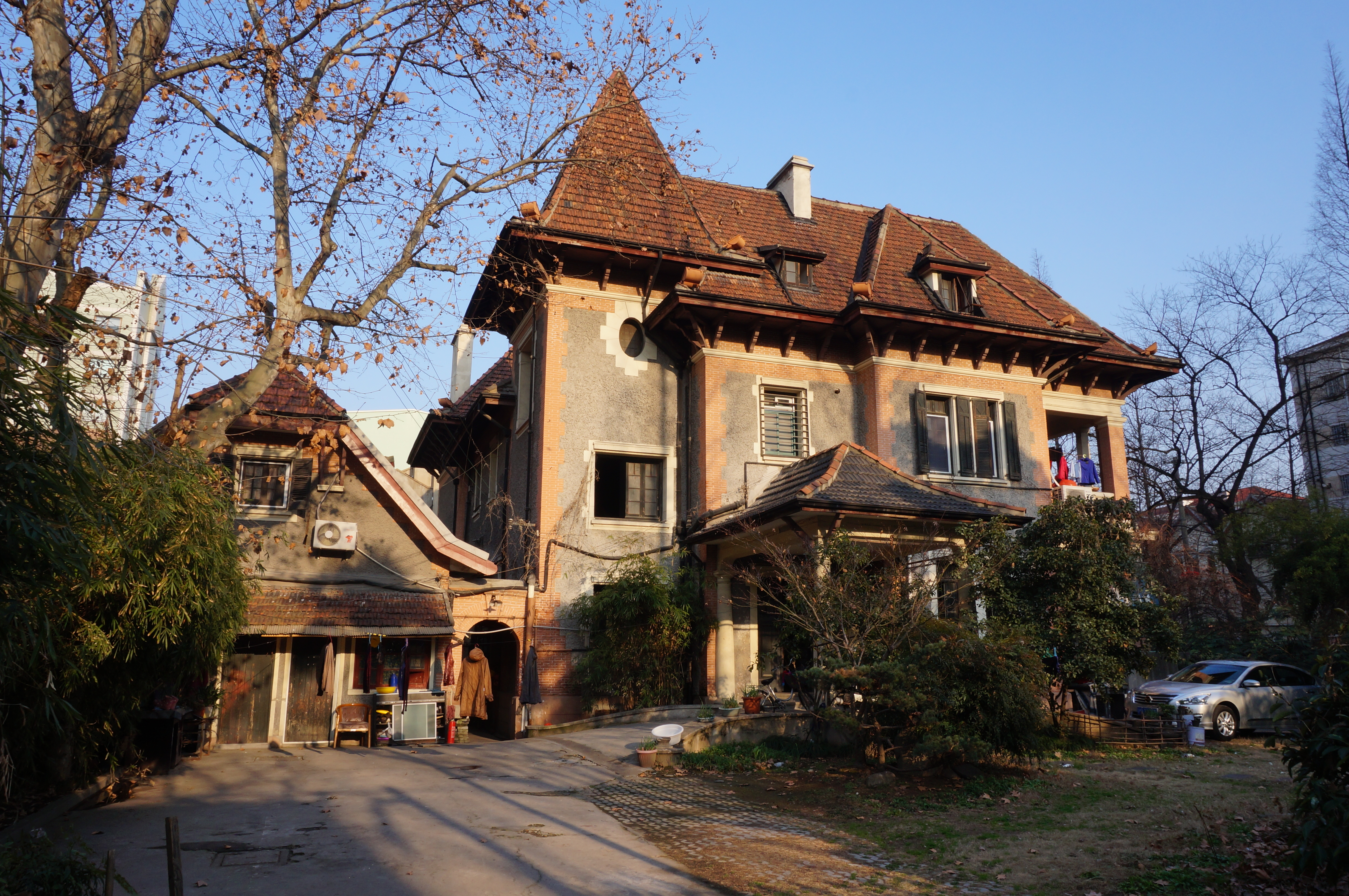
长乐路800号住宅

长乐路是中国上海市黄浦区、徐汇区和静安区一条重要东西向街道，在1914年—1943年之间的路名为蒲石路（Rue Bourgeat），属于上海法租界。东起淡水路，西至华山路。全长3327米。长乐路沿路主要为住宅区，也包括了许多花园洋房、新式里弄等。
2022年11月27日，由于乌鲁木齐中路抗议，该路部分路段的人行道与车行马路间被建立围墙封闭。

## 历史
长乐路最早建成的一段是位于杜美路（Route Doumer）和善钟路之间的部分，1902年由上海法租界公董局越界修筑，当时是杜美路的一部分。1914年，上海法租界向西大规模拓展后划入界内。同年，法租界公董局修筑圣母院路（Route des Soeurs）至迈尔西爱路段，以法国律师名命名。以后向两端延伸，东端通至萨坡赛路，西端与杜美路、善钟路相接。1943年，又从善钟路继续向西修筑至麦琪路（Route Alfread Magy ），新修路段称为刘家弄。同年，汪精卫政府接收上海法租界，将蒲石路全路连同刘家弄一并改名为长乐路。1946年，长乐路继续向西延伸至华山路。

## 沿路历史建筑
- 长乐路109号——华懋公寓，建于1929年，今锦江饭店北楼，第一批上海市优秀历史建筑
- 蒲石村，长乐路339弄1-44号，徐汇区文物保护点[5]
- 長樂路560號——道里官邸，原戶主Frances Yung Ming-fong，後轉讓於Juliana Yam.
- 长乐路570弄——蒲园，建成于1942年，第三批上海市优秀历史建筑
- 长乐路613弄——沪江别墅，建于1939年，第四批上海市优秀历史建筑
- 长乐路637弄24号花园住宅，徐汇区文物保护点
- 长乐路746号——合众图书馆旧址，静安区登记不可移动文物
- 长乐路752-762号（富民路210弄2-14号）——住宅，建于1941年，第三批上海市优秀历史建筑
- 长乐路764弄——长乐新村，原杜美新村，第三批上海市优秀历史建筑
- 长乐路784、786号——刘氏花园住宅，第四批上海市优秀历史建筑
- 长乐路788号——周信芳故居，建于1895年
- 长乐路800号——住宅，第三批上海市优秀历史建筑
- 长乐路1133号花园住宅，徐汇区文物保护点
- 长乐路1245号花园住宅，徐汇区文物保护点

## 交汇道路（由东向西）
- 淡水路
- 重庆中路
- 老重庆中路
- 成都南路
- 瑞金一路
- 茂名南路
- 陕西南路
- 襄阳北路、襄阳南路
- 富民路
- 东湖路
- 华亭路
- 常熟路
- 乌鲁木齐中路
- 华山路

## 流行文化
美国作家、NPR驻上海记者史明智（Rob Schmitz）在长乐路上居住多年之后，写出一部非虚构作品《长乐路》（Street of Eternal Happiness）记录下路上几户普通人家的生活，由此介绍当代中国的历史、社会体制和都市生活。他在书中称长乐路为，取“永恒快乐之路”之意。书籍出版后，长乐路获得大量读者关注，书中提到的商店也吸引了诸多游客拜访。